# Berbiguières
Berbiguières is een gemeente in het Franse departement Dordogne (regio Nouvelle-Aquitaine) en telt 181 inwoners (2005). De plaats maakt deel uit van het arrondissement Sarlat-la-Canéda.

## Geografie
De oppervlakte van Berbiguières bedraagt 5,3 km², de bevolkingsdichtheid is 34,2 inwoners per km².
De onderstaande kaart toont de ligging van Berbiguières met de belangrijkste infrastructuur en aangrenzende gemeenten.

## Demografie
Onderstaande figuur toont het verloop van het inwonertal (bron: INSEE-tellingen).